# Chùa Hưng Ký
Chùa Hưng Ký còn có tên là Vũ Hưng Tự và mang hiệu là Võ Hưng Truyền Am. Chùa thuộc trên địa phận làng Hoàng Mai thuộc thôn Đoài, nay là ngõ Hưng Ký, phố Minh Khai, quận Hai Bà Trưng, Hà Nội.
chùa Hưng Ký là công trình kiến trúc nghệ thuật độc đáo cuối vương triều Nguyễn. Trên khuôn viên 3.000m². Chùa không phải được xây dựng từ gỗ, gạch ngói thông thường, mà được làm từ gốm sứ độc nhất vô nhị. Chùa đã được Bộ Văn hóa - Thông tin xếp hạng bảo tồn năm 1992.

## Lịch sử
Chùa được ông Trần Văn Thành (tức Hưng Ký), nhà tư sản dân tộc chuyên sản xuất gạch, một tín đồ của Phật giáo xây dựng vào năm Bảo Đại thứ tám 1932.
Các công trình kiến trúc của chùa gồm tam quan (cổng chùa), tam bảo, Phật điện, nhà tổ được bố trí hợp lý, tất cả đều được trang hoàng bởi những bức cuốn bằng gốm sứ, tạc khắc hoa văn tinh xảo qua gần 80 năm vẫn còn bóng màu men gạch.
Cổng tam quan hút người xem bởi thế đứng đồ sộ, được xây theo kiểu gác chuông hai tầng mái. Bốn cột đồng trụ đỉnh có chạm chim phượng, lồng đèn và đắp tứ linh. Cổng chính gồm tứ trụ nối với tam quan tạo nên thế nguy nga, vững chãi. Hai mặt ngoài cổng phụ có đắp phù điêu hình voi ngựa, tám góc mái chạm hình rồng chầu nguyệt. Các mặt trụ đều có câu đối chữ Hán, chữ Nôm bằng sứ tráng men màu trông hệt như một bức tranh thủy mặc.
Tòa tam bảo kiến trúc theo kiểu tường xây, chia làm 7 gian gồm 12 cột chính, mỗi cột cao 7 m, vuông 30 cm. Mái chùa được lợp ngói ống, đầu gắn chữ "Thọ". Trên nóc mái có bày chính giữa một chiếc nậm đựng nước cam lồ, thứ nước mà nhà Phật dùng để cứu độ chúng sinh...
Hai gian đầu hồi tam bảo còn có hai tòa Thập điện Diêm vương được cấu trúc theo kiểu động, miêu tả chân thực cảnh sống nơi trần gian và ngục tối.
Chùa có thờ Phật tổ và Mẫu Liễu Hạnh. Tượng Phật ở chùa Hưng Ký không nhiều nhưng từng pho lại to lớn đồ sộ hơn các chùa khác. Chính giữa Phật điện là tượng Phật A Di Đà cao 3,86m. Nếu cộng cả bệ gạch cao 1,3m thì tượng cao 5,19m.
Phía trước Phật điện là tòa tam bảo, tại đây có đặt tượng đức Quan Âm và Đại Thế Chí Bồ Tát (A Di Đà tam tôn). Hai pho tượng này tạc bằng gỗ cao 3,3m, đứng trên tòa sen đặt trên bệ gạch cao 0,56m.
Chùa đang bảo quản một bộ xương rùa Hồ Gươm bị giết, có một vết thương lớn ở trên mai.

## Trụ Trì
- Ni sư Thích Từ Ân (hiện nay)